# ایوان فرانچچینی
ایوان فرانچچینی (انگلیسی: Ivan Franceschini؛ زادهٔ ۷ دسامبر ۱۹۷۶) بازیکن فوتبال اهل ایتالیا است.
از باشگاه‌هایی که در آن بازی کرده‌است می‌توان به باشگاه فوتبال رجینا، باشگاه فوتبال تورینو، باشگاه فوتبال پارما، باشگاه فوتبال کیه‌وو ورونا، باشگاه فوتبال المپیک مارسی، باشگاه فوتبال سالرنیتانا، باشگاه فوتبال چزنا، و باشگاه فوتبال جنوآ اشاره کرد.
وی همچنین در تیم ملی فوتبال زیر ۲۱ سال ایتالیا بازی کرده‌است.